# エルモンテ (カリフォルニア州)
エルモンテ（英: El Monte、発音: [ɛl ˈmɒntiː]、発音からはエルモンティ）は、アメリカ合衆国カリフォルニア州ロサンゼルス郡にある都市。人口は10万9450人（2020年）。ロサンゼルス市の東、サンガブリエル・バレー地域にある。市のスローガンは「親しみのあるエルモンテへようこそ」であり、歴史的に「サンタフェ・トレイルの終点」と呼ばれている。

## 市名の由来
1770年代から1830年代の間、宣教師やスペイン軍人がここに立ち止まってこの地域のことを「エルモンテ」と名付けた（モンテはスペイン語で「山」）。これは多くの人が考えるように実在する山のことを言っているのではなく、当時の古スペイン語で「草地あるいは湿地」または「樹木に覆われた場所」という意味合いだった。この地域を宣教師団とスペイン軍人が初めて探検して、2つの川の間の島は土地が肥えており、か細いヤナギ、ハンの木およびガマが密生する低地があることを見付けた。「島」は長さ約7マイル (11 km)、幅4マイル (6 km) であり、厳しい半乾燥の自然環境の中で他には無いような真のオアシスだった。1850年代、カリフォルニア州議会がタウンシップと呼ばれる小さな政体を編成したときに、この地域はエルモンテ・タウンシップと名付けられた。その後間もなく、その名前が当初のエルモンテのみに戻された。

## 歴史
宣教師やスペイン軍人がここを通過したのは1770年代だったが、開拓が始まったのは1849年だった。1821年にミズーリ州カンザスシティに端を発するオールド・スパニッシュ・トレイルは国内初の国際的商業路として良く知られたサンタフェ・トレイルとなり、ミズーリから公式の終点であるエルモンテまで伸びた。1850年代、この村（アメリカ人開拓者がレキシントンと改名していた）はロサンゼルス、サンバーナーディーノおよびサンペドロの間の交差点だった。ここは賭博場でナイフや銃を使った諍いがしばしば起こる荒れた町という評判が立った。インディアンの襲撃や、フアン・フロレスやパンチョ・ダニエルのような山賊の犯罪に対する防御のために、1854年2月23日にはモンテ・レンジャーズとよぶ地元民兵隊を結成した。このモンテ・レンジャーズが解散した後、「エルモンテ・ボーイズ」と呼ばれる自警団によってリンチという形態の刑罰がしばしば行われた。
エルモンテに最初に恒久的な住人が到着したのは、1849年から1850年にかけて大量の移民が金を求めてカリフォルニアに殺到したときだった。金を発見できた者はほとんど居なかったが、移民達は肥沃な土地で事業を始め、家を建て始めた。農夫はエルモンテの農業社会が成功するようになったことを喜び、年を追って着実に成長していった。1861年までに、エルモンテはそこそこの大きさの町になり、南北戦争の間は分離主義シンパの温床と見なされた。ロサンゼルス郡保安官代理で元は「モンテ・レンジャーズ」の一員だったA・J・キングやその他町の有力者が1861年3月23日にモンテ騎馬ライフル銃隊と呼ばれる分離主義民兵隊を組織した。これはロサンゼルスの騎馬ライフル銃隊と似たものだった。しかし、サムター要塞の戦いの後、キングが南軍のP・G・T・ボーリガード将軍の肖像を持って町を練り歩き、連邦保安官に逮捕されたときに、この目論見は潰えた。この民兵隊のために州知事ジョン・G・ダウニーが派遣した州兵はサンペドロの港で連邦の役人に拘束された。連邦軍はその後の暴動を抑止するために1862年3月にこの町の近くにニューキャンプ・カールトンを設立した。このキャンプは1865年に閉鎖された。エルモンテの社会はヨーロッパ人の子孫であるアメリカ人によって設立されたことでは、南カリフォルニアで初の町だった。1930年代のダストボウル移民頃から多くの移民が入ってくると、次第にヒスパニック系住民が増えていき、ラテンアメリカ人の強固な地盤と考えられることが多い。
1866年、州議会はこの地をエルモンテ・タウンシップと名付け、レキシントンの村がその庁舎所在地に指定された。1868年、レキシントンの村はエルモンテという名前に戻された。1873年にそこにサザン・パシフィック鉄道の駅が建設され、地元農業の発展に拍車を掛けた。1912年には市制が布かれた。

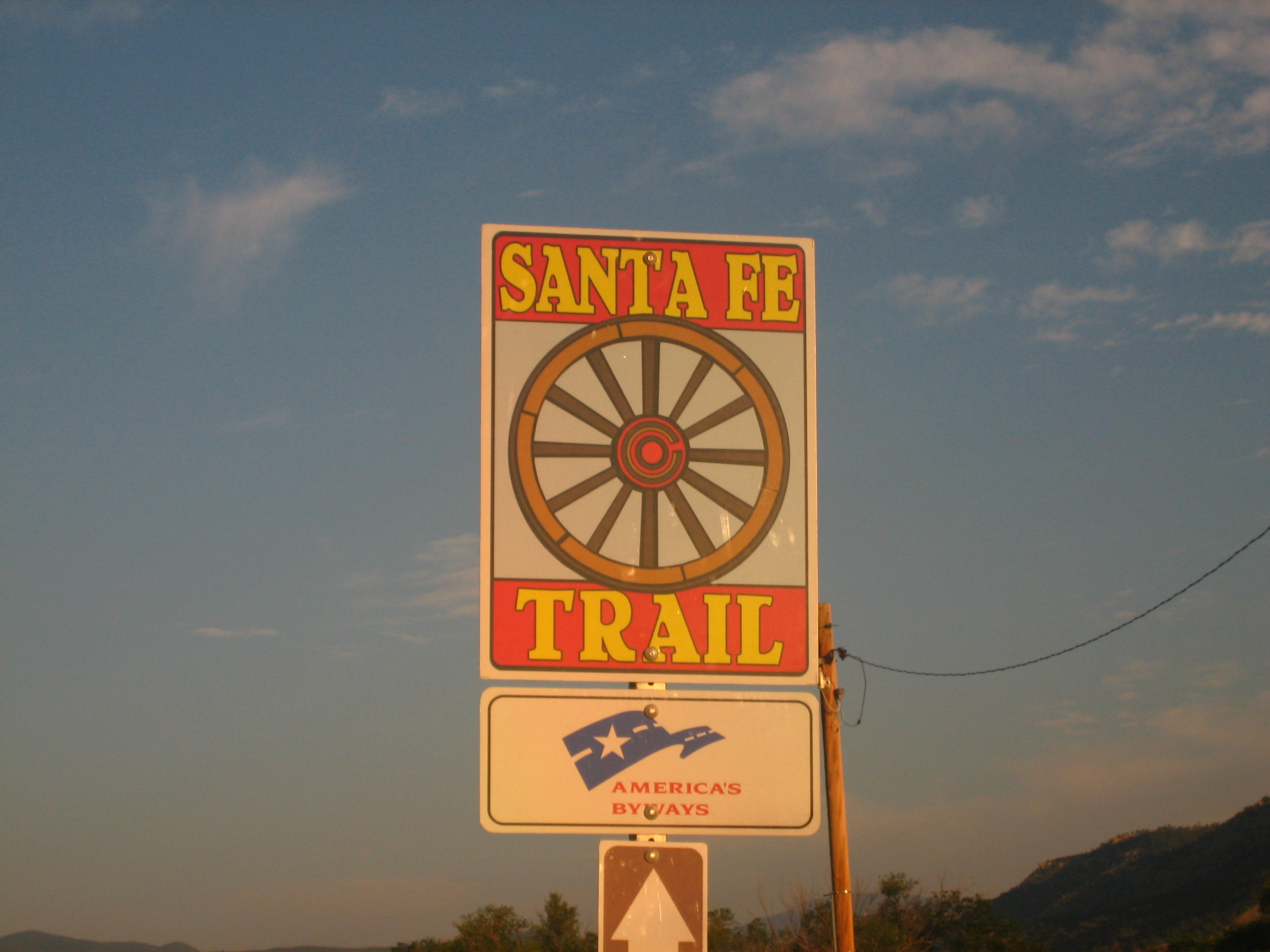
ニューメキシコ州のサンタフェ・トレイル標識

1930年代、エルモンテはニューディール政策の連邦最低限生活プロジェクトで重要な場所になった。その再定住管理プログラムで一戸建てランチハウスを資格有る申込者に供給することに貢献した。著名写真家ドロシア・ラングは農業安定局のための仕事として家屋の写真を残した。
サンタフェ・トレイルの歴史的な重要性を表すために、1989年、エルモンテ市はバレー・ブールバードとサンタアニタ・アベニュー沿いにサンタフェ・トレイル歴史公園を建設した。このトレイルは数十年間もアメリカの偉大なルートのままだった。タイラー・アベニュー3150にあるエルモンテ歴史博物館 は、カリフォルニア州でも最良の地域博物館と考えられている。エルモンテはその開拓の歴史を誇り、その精神はこの博物館の中に今も生きている。

## エンタテインメントの歴史
エルモンテはロサンゼルス市に本拠を置くKTLA-TVのバラエティ番組Hometown Jamboreeが生まれた所とされている。この番組は1950年代に実際にエルモンテのアメリカン・リージョン・スタジアムで制作された。土曜の夜に放映されたこのステージショーはカリフォルニア州でカントリーミュージックの普及に貢献したクリフィー・ストーンが司会と制作を行っていた。
1950年代、人種問題に関する不安定な雰囲気とロックンロールに対する敵対意識が融合し、警察の圧力でロックンロールはロサンゼルス市から締め出された。エルモンテ市の郊外にあるアメリカン・リージョン・スタジアムはジョニー・オーティスなどによる一連のロックンロール・コンサートの会場になった。ジョニー・オーティスはアラン・フリードやディック・クラーク等と共にロックンロールを育てる中心になった。この50年代に南カリフォルニア中の10代の若者が、毎週金曜日と土曜日の夜にお気に入りの出演者を見るためにアメリカン・リージョン・スタジアムに集まった。ここで公演した著名な歌手としては、リッチー・ヴァレンス、ロージー & ジ・オリジナルズ、ブレントン・ウッド、アース・ウィンド・アンド・ファイアー、ザ・グレイトフル・デッド、ディック・デールとそのデル・トーンズおよびジョニー・"ギター"・ワトソン等がいた。ディスクジョッキーのアート・ラボーやハギー・ボーイが大いに宣伝したフライデイ・ナイト・ダンシズには1950年代後半と1960年代に人気のあった多くのレコードアーティストが出演して、このスタジアムの人気を高めた。このスタジアムはこの時代の10代の若者にとって「ハプニング」な場所とも呼ばれた。有線方式のテレビ放送では、1964年3月14日にビートルズやザ・ビーチボーイズが出演した。
エルモンテは長い間ロックンロールのヒット曲『Memories of El Monte』の中で知られている。この歌はフランク・ザッパが作曲し、最初は1950年代から地元で活躍しその後全国レベルになったドゥーワップ・グループのザ・ペンギンズが録音した。この歌はエルモンテのリージョン・スタジアムのことを歌っており、「Art Laboe's Memories of El Monte」など多くのアルバムで聞くことができる。このスタジアムは50年近く前に閉鎖されたが、この音楽は生き続けている。
エルモンテでは、レス・ポール・アンド・メアリ・フォードで有名になった歌手でギタリストのメアリー・フォードが生まれた所である。スキャットマン・ジョンと呼ばれたジョン・ラーキンもここの出身である。1960年代にカントリ・ジョー・アンド・ザ・フィッシュで演奏したグレッグ・マイアーズやジョー・マクドナルドもエルモンテで生まれた。チーチ&チョンのチーチ・マリンはエルモンテに居住していた。
1925年から1942年まで人気のあった場所がゲイズ・ライオンファームだった。ヨーロッパの引退したサーカススター、チャールズ・ゲイ夫妻がここを運営し、歴史家ジャック・バートン やその他多くの同時代人は「1920年代と1930年代のディズニーランド」と呼んだ。ゲイズは映画に使う野生動物を育て、200頭以上のアフリカライオンを飼っていた。1920年代と1930年代にエルモ・リンカーンやジョニー・ワイズミュラーが出演した映画『ターザン』などに多くのライオンが「出演」した。メトロ・ゴールドウィン・メイヤーが作ったライオンの商標は、先ず「スラッツ」（1924年-1927年）で、その後似たような後継者「ジャッキー」で作られた。1925年、エルモンテ統合高校がそのスポーツチームに「ザ・ライオンズ」と名付け、ビッグゲームがあるときはゲイズがライオンのマスコットを提供した。戦争で食肉が不足したときはこのライオンファームも一時閉鎖された。そこが再開されることはなく、現在州間高速道路10号線に隣接して、バレー・ブールバードとペック道路の交差点南東角に実物大記念碑が置かれている。このファームのために発注された最初のライオン像は近くのエルモンテ高校の正面に置かれている。
競馬では最も有名なジョッキー、ウィリー・シューメーカーは、エルモンテ高校に通っていたが、近くの馬屋で働くことになって辞めた。著作家のジェイムズ・エルロイが短期間エルモンテに住んでいたが、1958年にその母のジュネバが殺された時に離れた。元野球選手フレッド・リンはエルモンテの住人だった。1962年、俳優で映画制作者のティモシー・ケーリーはそのアングラ映画「The World's Greatest Sinner」をエルモンテで撮影した。現代の著作家サルバドール・プラセンシアやマイケル・ジェイム・ベセラはどちらもエルモンテで育ち、その小説の中でエルモンテに言及している。60年代のテレビ番組に出た月毛の馬「ミスターエド」は1949年にエルモンテで生まれ、「バンブー・ハーベスター」と名付けられていた。アーティストが共同で運営する「マインドファンク」はエルモンテでライブスタジオを運営している。2000年以降、マインドファンクはアングラ都市マルチメディア作品を制作している。

## 地理
エルモンテは北緯34度4分24秒 西経118度1分39秒 / 北緯34.07333度 西経118.02750度に位置する。アメリカ合衆国国勢調査局に拠れば、市域全面積は9.7平方マイル (25.1 km2)であり、このうち陸地は9.6平方マイル (24.7 km2)、水域は0.1平方マイル (0.4 km2)で水域率は1.44％である。

## 気候
エルモンテの地域は温暖であり、地中海性気候（ケッペンの気候区分Csa）にある。
| エルモンテの気候              | エルモンテの気候 | エルモンテの気候 | エルモンテの気候 | エルモンテの気候 | エルモンテの気候 | エルモンテの気候 | エルモンテの気候 | エルモンテの気候 | エルモンテの気候 | エルモンテの気候 | エルモンテの気候 | エルモンテの気候 | エルモンテの気候 |
| 月                            | 1月              | 2月              | 3月              | 4月              | 5月              | 6月              | 7月              | 8月              | 9月              | 10月             | 11月             | 12月             | 年               |
| ----------------------------- | ---------------- | ---------------- | ---------------- | ---------------- | ---------------- | ---------------- | ---------------- | ---------------- | ---------------- | ---------------- | ---------------- | ---------------- | ---------------- |
| 平均最高気温 °C （°F）        | 21 (70)          | 22 (71)          | 22 (72)          | 25 (77)          | 26 (79)          | 29 (84)          | 32 (89)          | 32 (90)          | 31 (88)          | 28 (83)          | 24 (76)          | 22 (71)          | 26 (79)          |
| 平均最低気温 °C （°F）        | 6 (43)           | 7 (45)           | 8 (47)           | 10 (50)          | 13 (55)          | 15 (59)          | 17 (62)          | 17 (63)          | 16 (61)          | 13 (55)          | 8 (46)           | 6 (42)           | 11 (52)          |
| 降水量 mm （inch）            | 103.4 (4.07)     | 118.4 (4.66)     | 95.5 (3.76)      | 25.7 (1.01)      | 10.4 (.41)       | 4.1 (.16)        | 0.8 (.03)        | 2.5 (.10)        | 11.2 (.44)       | 14.5 (.57)       | 32.8 (1.29)      | 52.3 (2.06)      | 471.4 (18.56)    |
| 出典：Weather.com August 2010 |                  |                  |                  |                  |                  |                  |                  |                  |                  |                  |                  |                  |                  |

## 人口動態
以下は2000年の国勢調査による人口統計データである。
| 基礎データ - 人口: 115,965人 - 世帯数: 27,034世帯 - 家族数: 23,005家族 - 人口密度: 4,688.4人/km2（12,139.5人/mi2） - 住居数: 27,758軒 - 住居密度: 1,122.2軒/km2（2,905.8軒/mi2） 人種別人口構成 - 白人: 35.67% - アフリカン・アメリカン: 0.77% - ネイティブ・アメリカン: 1.38% - アジア人: 18.51% - 太平洋諸島系: 0.12% - その他の人種: 39.27% - 混血: 4.29% - ヒスパニック・ラテン系: 72.39% 年齢別人口構成 - 18歳未満: 34.1% - 18-24歳: 12.1% - 25-44歳: 31.5% - 45-64歳: 15.4% - 65歳以上: 6.9% - 年齢の中央値: 27歳 - 性比（女性100人あたり男性の人口） - 総人口: 102.1 - 18歳以上: 101.0 | 世帯と家族（対世帯数） - 18歳未満の子供がいる: 53.3% - 結婚・同居している夫婦: 57.0% - 未婚・離婚・死別女性が世帯主: 18.5% - 非家族世帯: 14.9% - 単身世帯: 10.9% - 65歳以上の老人1人暮らし: 4.9% - 平均構成人数 - 世帯: 4.24人 - 家族: 4.43人 収入と家計（2007年推計） - 収入の中央値 - 世帯: 32,439米ドル - 家族: 32,402米ドル - 性別 - 男性: 21,789米ドル - 女性: 19,818米ドル - 人口1人あたり収入: 10,316米ドル - 貧困線以下 - 対人口: 26.1% - 対家族数: 22.5% - 18歳未満: 33.9% - 65歳以上: 13.3% |

## 政治
カリフォルニア州議会では、上院の第24および下院の第49選挙区に属している。連邦議会下院ではカリフォルニア州第32選挙区に属し、クック投票動向指数では民主党+17となっている。2010年時点ですべて民主党議員が務めている。

## 市政府
エルモンテ市は市政委員会・シティマネジャー方式を採用している。市政委員会は市長1人と4人の委員で構成されている。

## 経済
エルモンテの包括的年間財務報告書2008年版によれば、市内の大きな雇用主トップ10は以下の通りである。
| 順位 | 雇用主                        | 従業員数 |
| ---- | ----------------------------- | -------- |
| 1    | ウェルズ・ファーゴ            | 1,800    |
| 2    | エルモンテ統合高校学区        | 1,742    |
| 3    | マウンテンビュー所学校学区    | 1,007    |
| 4    | ボンズ                        | 736      |
| 5    | ロンゴ・トヨタ自動車-レクサス | 600      |
| 6    | エルモンテ市                  | 526      |
| 7    | M.C. ジル・コーポレーション   | 250      |
| 8    | ドリフトウッド・デイリー      | 250      |
| 9    | キャセイ銀行                  | 250      |
| 7    | マコーネル・キャビネッツ      | 57       |

## 教育
エルモンテ統合高校学区にはアロヨ高校、エルモンテ高校など7つの高校が入っている。エルモンテ市教育学区は18の小学校を管轄しており、4つの就学前学校もある。
マウンテンビュー教育学区 は、サンガブリエル・バレーの中心部にあり、小学校10校、中学校2校を管轄している。就学児童・生徒数は8,600人である。

## 医療
ロサンゼルス郡健康サービス部がモンロビアにあるモンロビア健康センターを運営しており、エルモンテ市民も利用できる。

## 著名な出身者と住人
- ロレンソ・オートマンとその姉妹のオリーブ・オートマン、1851年にアリゾナで起こったオートマン虐殺事件の生存者
- ヒルダ・ソリス、カリフォルニア州下院議員、同上院議員、連邦下院議員、アメリカ合衆国労働長官
- スキャットマン・ジョン、ジャズミュージシャン、スキャットとダンスミュージックを融合させた歌手
- サルバドール・プラセンシア（英語版）、The People of Paperの著者
- ウィリー・シューメイカー、ジョッキー